# Stranvaesia davidiana
Stranvaesia davidiana är en rosväxtart som beskrevs av Joseph Decaisne. Stranvaesia davidiana ingår i släktet Stranvaesia och familjen rosväxter. Utöver nominatformen finns också underarten S. d. undulata.

## Bildgalleri

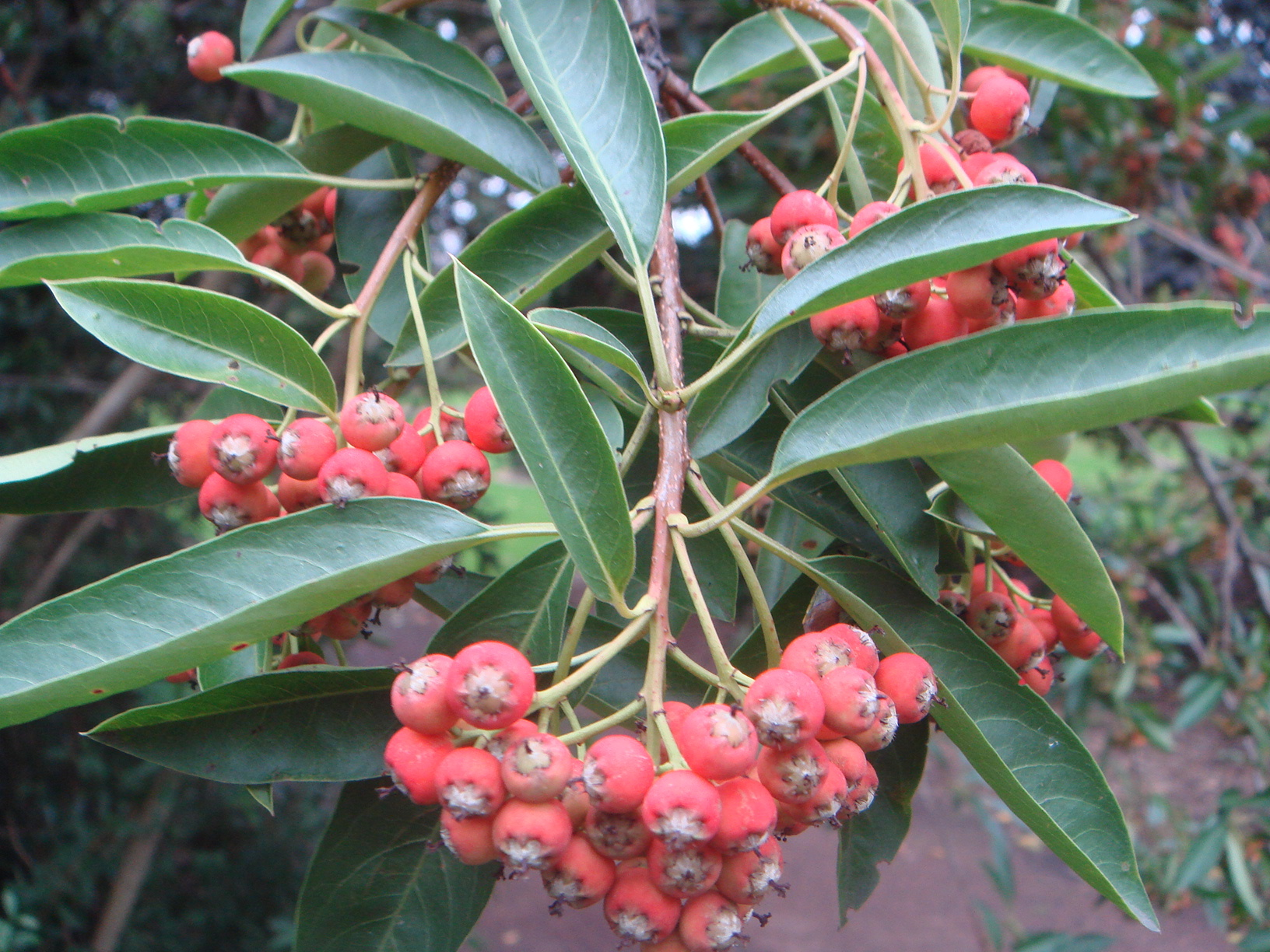
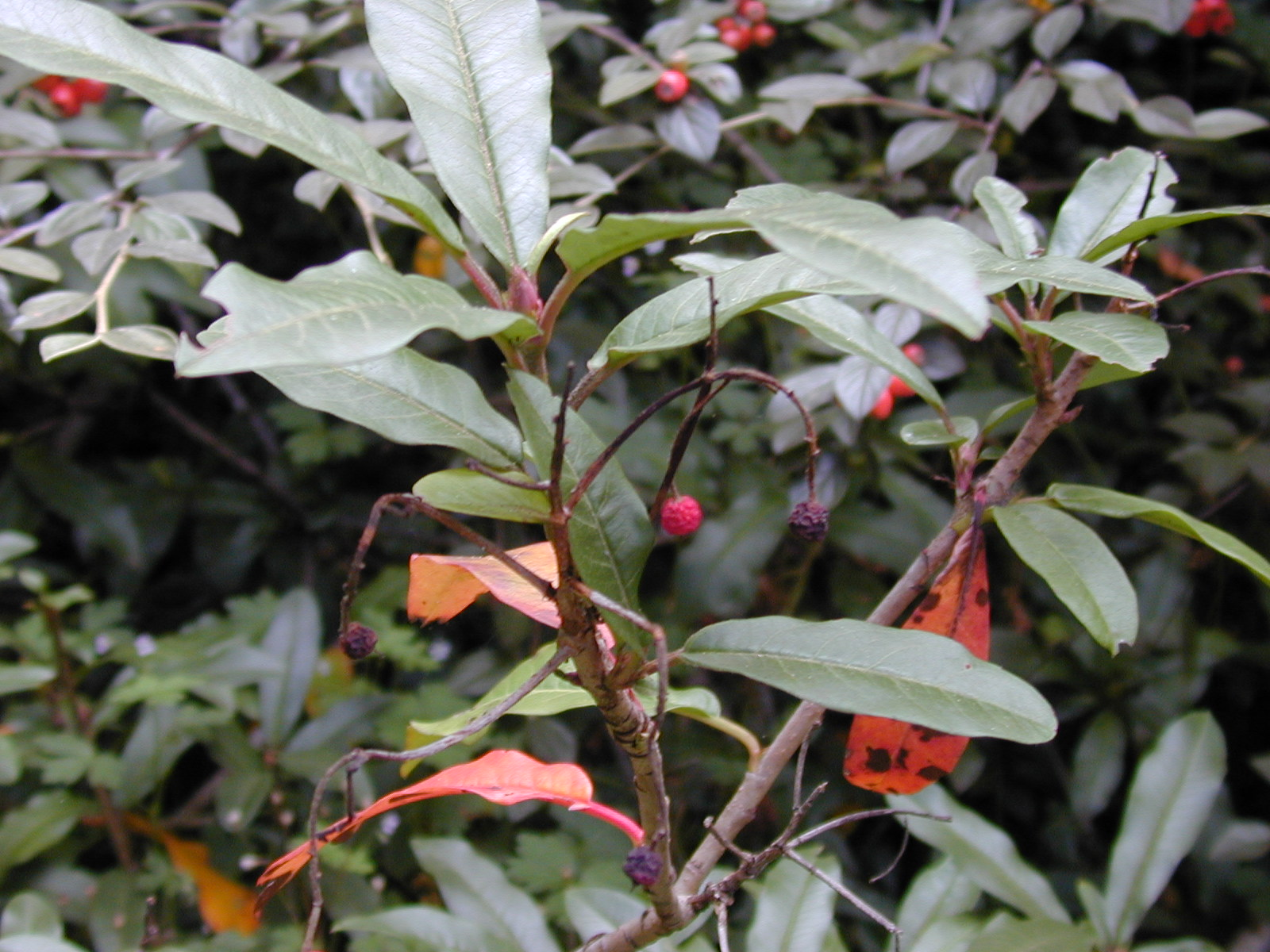
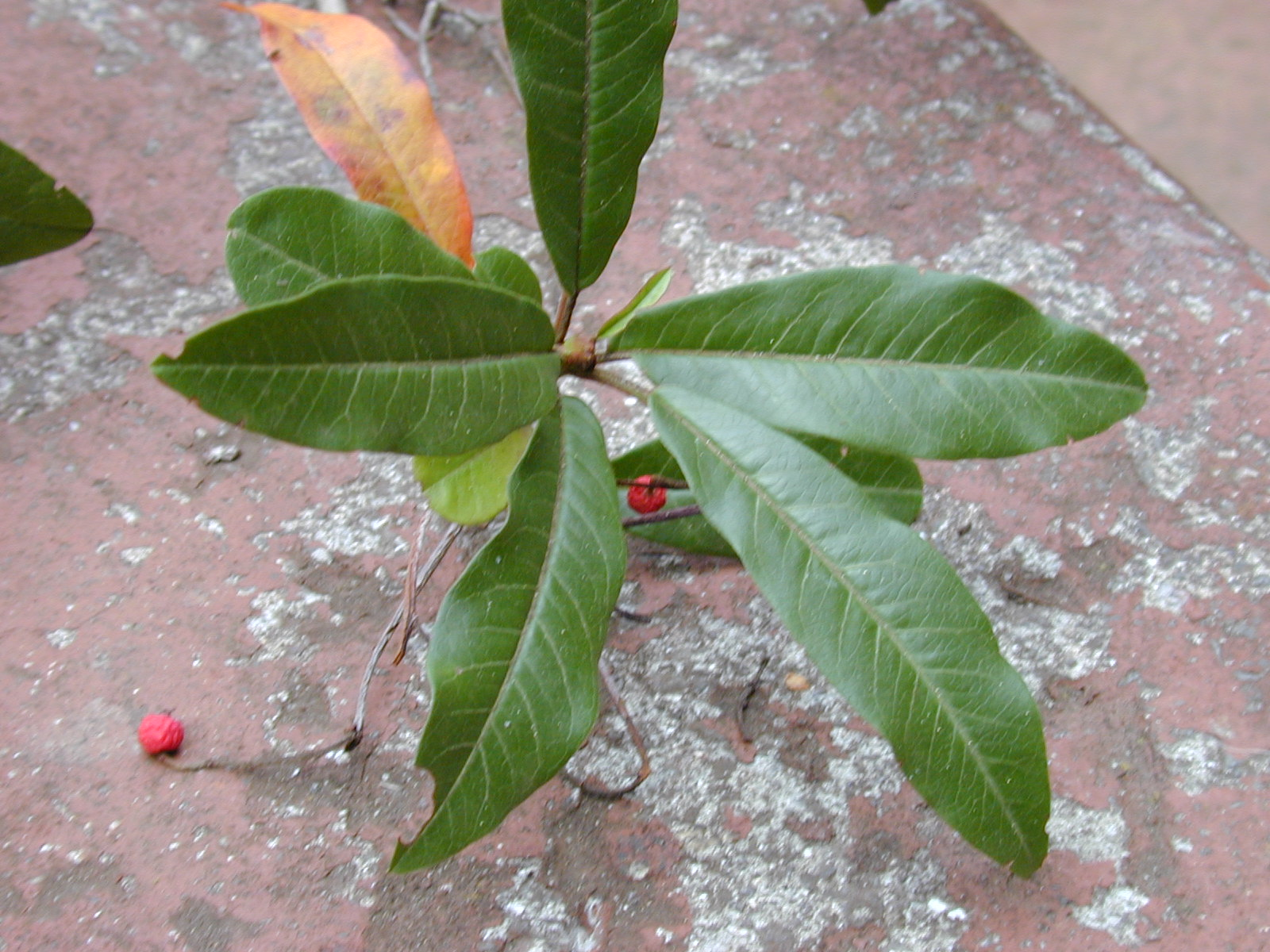
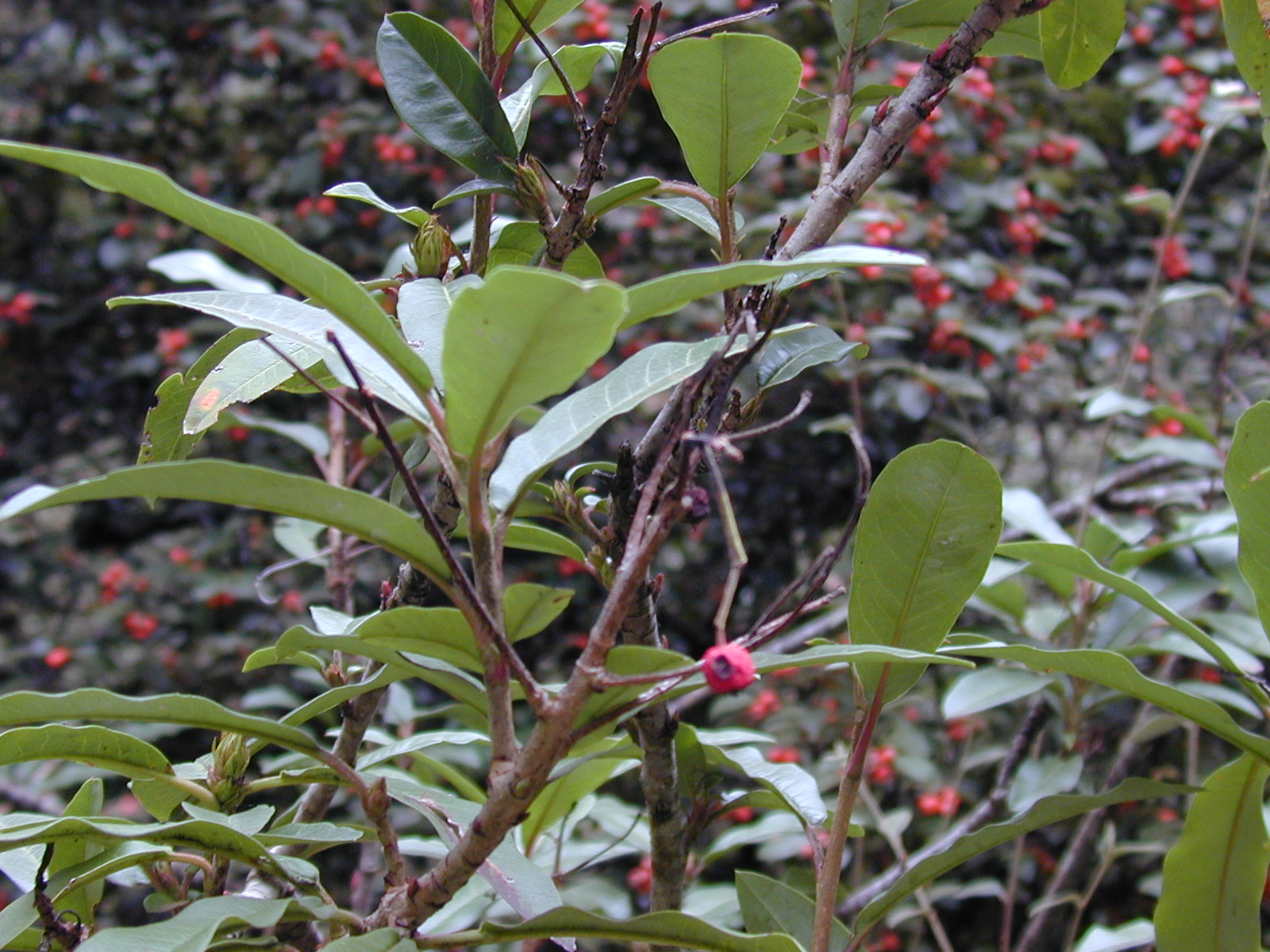
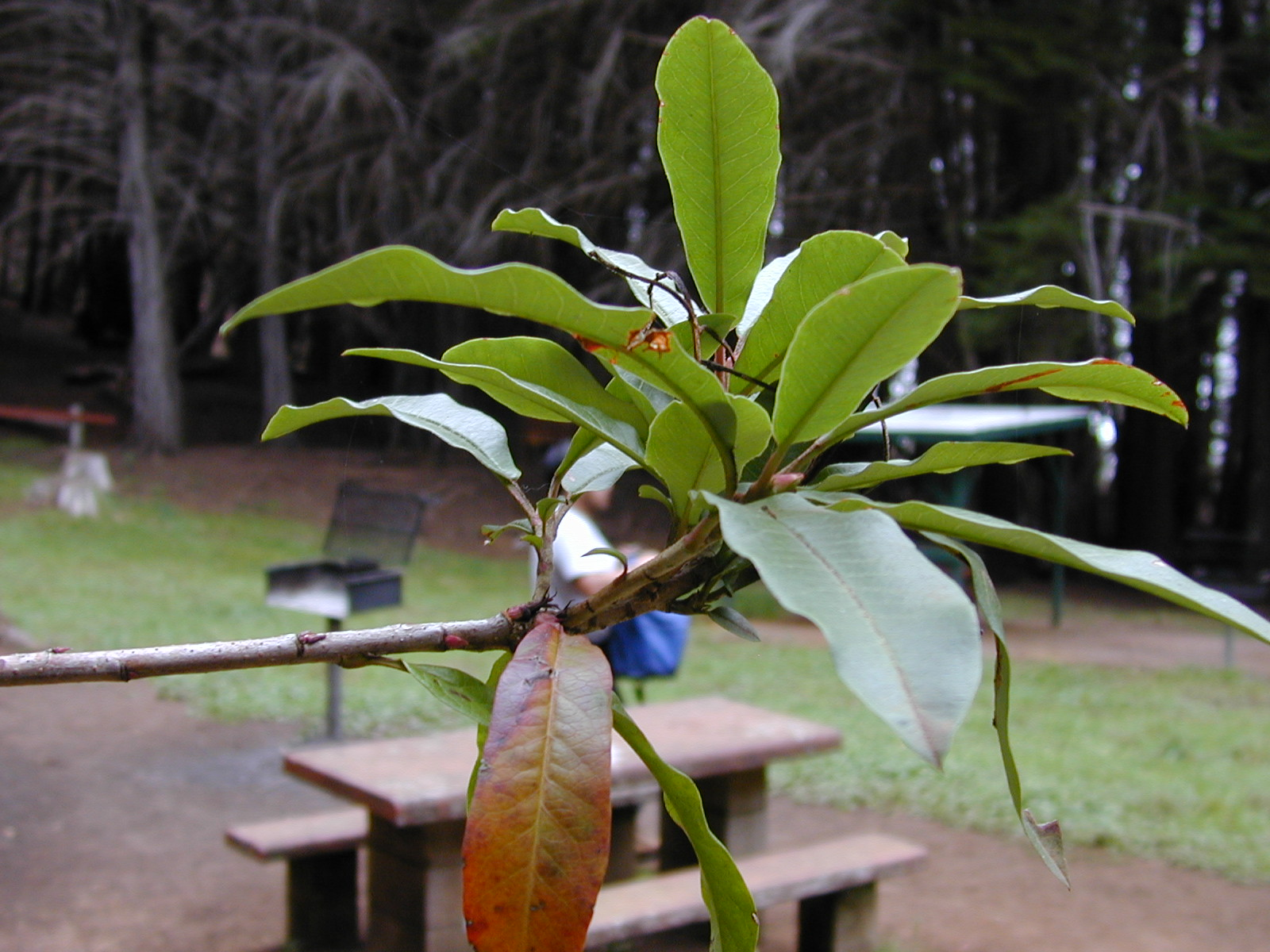
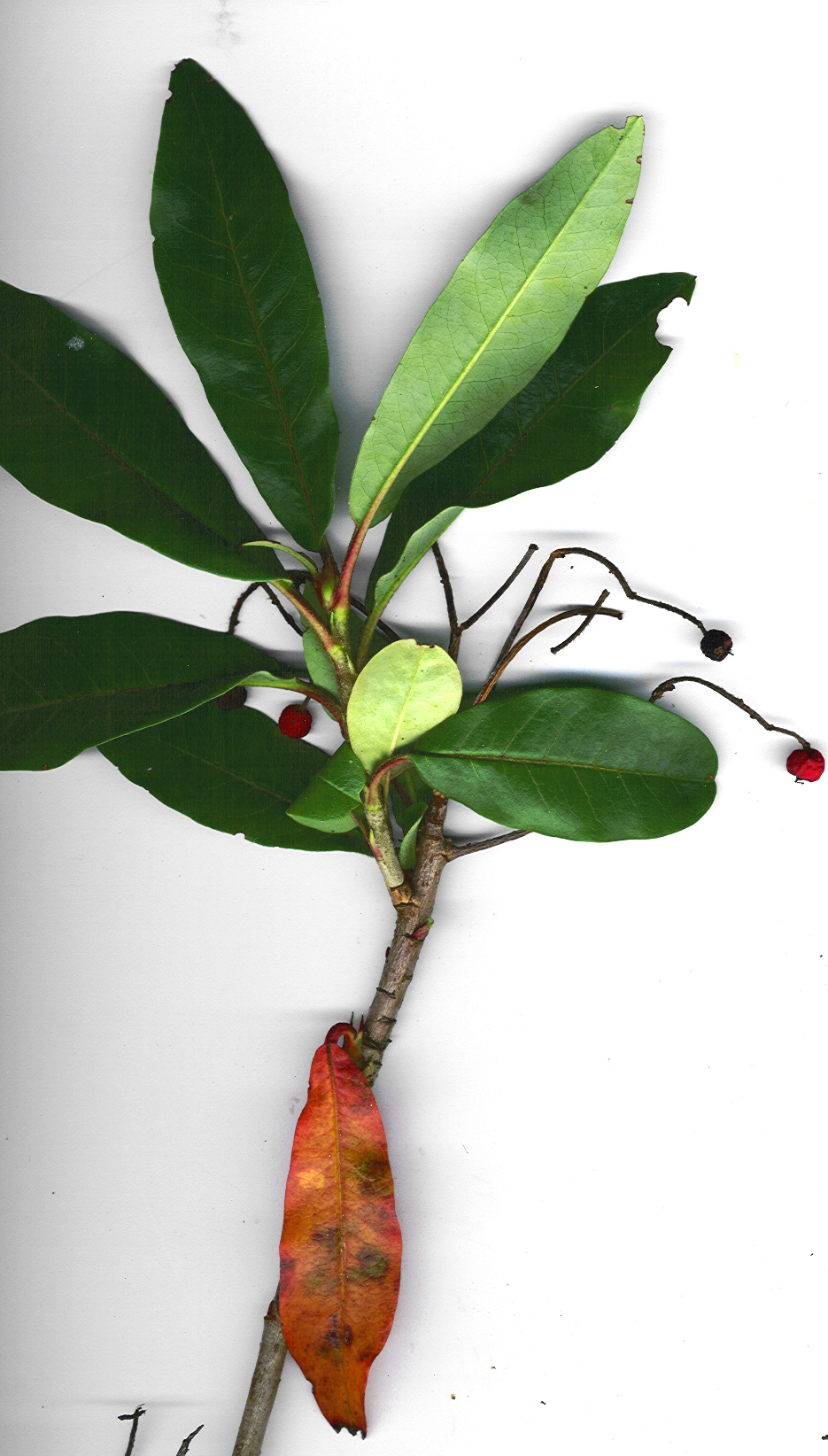